# Literatura ukraińska
Literatura ukraińska – literatura piękna tworzona w języku ukraińskim i na terenie Ukrainy od średniowiecza (zalicza się tu także teksty pisane w języku staroruskim). Do literatury ukraińskiej zaliczane są również dzieła powstałe poza terytorium współczesnej Ukrainy przez literatów posługujących się językiem ukraińskim.

## Dawna literatura i literatura ludowa

### XI–XIV wiek
Literatura staroruska (XI–XIV. w.) powstała w Rusi Kijowskiej. Pierwsze powstały utwory religijne: Mineje czytane – zbiór opowieści hagiograficznych (początek XI w.), Słowo o prawie i łasce metropolity kijowskiego Hilariona (około 1037–1050), Ewangeliarz Ostromira (1056–1057), Opowieść o męce i pochwała świętych męczenników Borysa i Gleba (II połowa XI w.), Pateryk Kijowsko-Pieczerski (około 1223–1233). W XII w. zaczynają się także pojawiać utwory świeckie: Powieść minionych lat Nestora (pierwsza redakcja z około 1113 r., druga ok. 1116, trzecia 1118), Pouczenie Włodzimierza Monomacha (ok. 1117), Słowo o wyprawie Igora (około 1186). Najazd Tatarów, którzy w 1240 r. zajęli Kijów, częściowo zahamował dalszy rozwój literatury staroruskiej.

### Folklor ruski
Najstarszą formą ruskiego folkloru są pieśni obrzędowe związane z porami roku (wesnianky albo hajiwky, dożynkowe, kolędy i noworoczne szczedriwky), a także pogrzebowe (hołosinnia), kupalne i rusalne, pieśni czumackie i kołysanki. Pieśń epicka (XV–XVIII w.) rozwijała się w formie dum (niewolnicze, wyzwoleńcze, opowiadające o powstaniu Bohdana Chmielnickiego 1648–1654, społeczne i obyczajowe) oraz pieśni historyczne.

### XVI–XVIII w

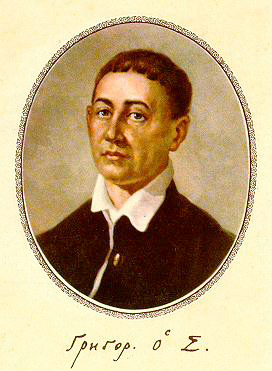
Hrihorij Skoworoda

Bodźcem do odrodzenia po nawale tatarskiej stały się w XVI w. starania Polski o wprowadzenie unii kościelnej. Do najwybitniejszych przywódców ruchu ortodoksyjnego należeli: Melecjusz Smotrycki, Ławrentij Zyzanij-Tustanowski, Zacharija Kopystenski, Hiob Borecki, a zwłaszcza Iwan Wyszeński.
W XVII w. prężnie działają szkoły we Lwowie, Ostrogu i Kijowie (Kolegium Kijowsko-Mohylańskie 1632, od 1701 Akademia). Rozwijało się również kronikarstwo. O wojnach kozackich opowiadają Latopisy Hrabianki, Wełyczki, Samowydca i in. W kaznodziejstwie i w poezji liryczno-dydaktycznej (Łazar Baranowycz, Pamwo Berynda, Andrzej Rymsza, Kasjan Sakowicz) doktryna scholastyczna utrzymała się do XVIII w.
Pomyślnie rozwijał się dramat: Jakub Gawatowic (Gawath), Mychajło Kozaczyński i in.
Do końca XVIII w. literatura ukraińska tworzona jest w języku staroruskim, to jednak wielu pisarzy, zwłaszcza poeci i satyrycy, posługiwało się językiem ewoluującym w kierunku języka ukraińskiego.
Za najwybitniejszego twórcę okresu Oświecenia uważa się Hryhorija Skoworodę (1722–1794), filozofa, poety i moralisty. Oprócz traktatów filozoficznych i poezji, uprawiał też popularny w epoce Oświecenia gatunek bajki. Język Skoworody jest przykładem ewolucji języka cerkiewnosłowiańskiego w język ukraiński.

## Wiek XIX

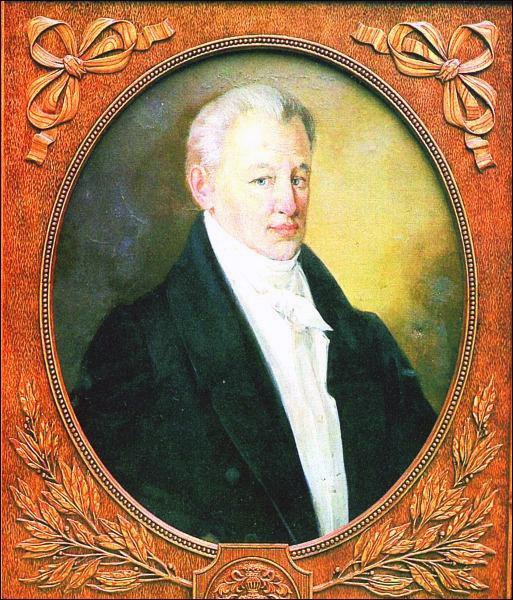
Iwan Kotlarewski

### Romantyzm

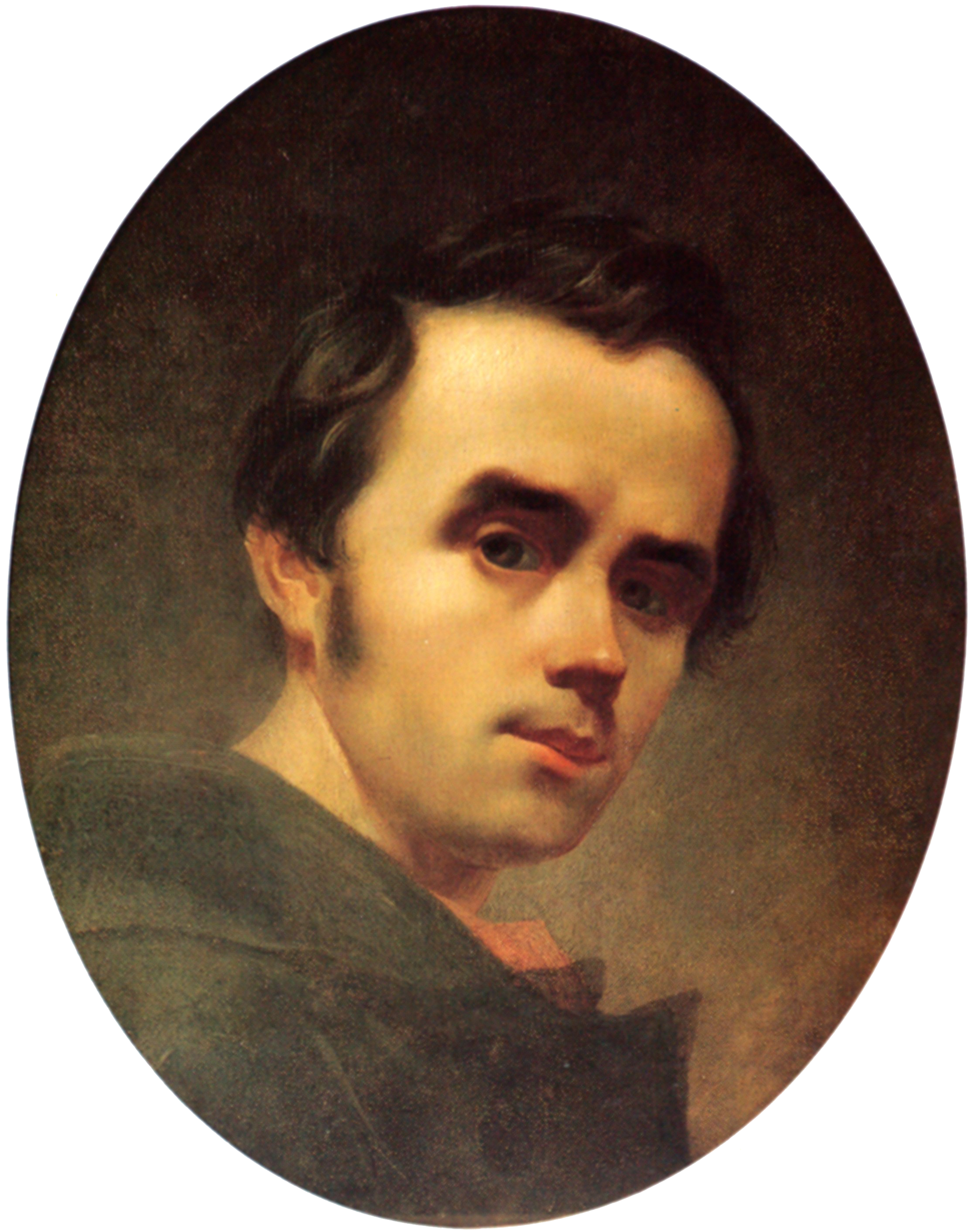
Taras Szewczenko

Podwaliny pod współczesną literaturę ukraińską zostały zainicjowane pod koniec XVIII wieku, na fundamentach ludowości. Preludium był traktat historyczny Historia Rusów (autorstwo nieustalone, Hryhorij Połetyka albo Ołeksandr Bezrobodko (Bezrobod’ko), który szczególnie podkreślał, jak sam autor stwierdził: znaczenie wojny narodowowyzwoleńczej 1648–1654.
Za datę w dużym stopniu przełomową w dziejach literatury ukraińskiej uważa się rok 1798 – wydania Eneidy Iwana Kotlarewskiego. Utwór Kotlarewskiego napisany był w języku ludowym, tworząc pierwszy rozbudowany wzorzec współczesnego ukraińskiego języka literackiego. Jest to trawestacja utworu Wergiliusza, w której autor przebrał bohaterów łacińskiego poematu w stroje kozackie i otoczył ich realiami życia kozackiego początku XVIII w., przy czym zachował główne wątki i perypetie bohaterów rzymskiej epopei.
Kotlarewski zreformował także teatr połtawski na wzór zachodnioeuropejski i rozwinął działalność teatru ukraińskiego na Ukrainie Naddnieprzańskiej. Zapoczątkowana przez niego tradycja idealizacji ludu wiejskiego pozostała zasadniczym motywem kształtującej się literatury ukraińskiej w pierwszej połowie XIX w.
W rozwoju ówczesnej literatury ukraińskiej znaczącą rolę odegrał Petro Hułak-Artemowski, pierwszy tłumacz literatury europejskiej na język ukraiński (tłumaczył np. Horacego, Goethego, Mickiewicza). Wprowadził do niej sześciostopowy jamb i romantyczną balladę. Bajkopisarz i poeta, Jewhen Hrebinka wydał w Petersburgu jeden z pierwszych ukraińskich almanachów literackich Łastiwka.
Za twórcę nowoczesnej ukraińskiej prozy artystycznej uważany jest Hryhorij Kwitka-Osnowjanenko, trudniący się także dramatopisarstwem. Obok niego w prozie pojawił się Łewko Borowykowski, zasłużony reformator ukraińskiego systemu wersyfikacyjnego, poeta-romantyk i bajkopisarz. Wybitnie zaznaczył się Mykoła Kostomarow, poeta, dramaturg, prozaik, historyk, folklorysta, krytyk literacki i publicysta. Był działaczem tajnego Słowiańskiego Towarzystwa Św. Cyryla i Metodego, do którego należeli również Taras Szewczenko i Pantełejmon Kulisz. Z tym ostatnim założył również w Petersburgu pierwsze czasopismo Osnowa, które skupiało młodsze talenty.
W Galicji tworzyli Markijan Szaszkewycz, Iwan Wahyłewycz i Jakiw Hołowacki, nazywani Ruską Trójcą. Zgodnie z duchem epoki zajmowali się zbieraniem wśród ludu ukraińskiego pieśni ludowych, baśni i legend. W 1837 r. wydali, ze względów cenzuralnych aż w Budapeszcie, almanach Rusałka Dnistrowaja, zawierający ich własne utwory oraz pieśni ludowe.
W pełni dojrzały i narodowy nadał literaturze ukraińskiej jest największy twórca XIX wieku Taras Szewczenko. Był piewca kultury ludowej, wolności kozackiej i krytykiem caratu. Zajmował się także twórczością malarską. Wydany w roku 1840 w Petersburgu tom poetycki Kobziarz stanowił manifest literacki, ale także ideowy ogromnej wagi. Pisał poematy i pamflety poetyckie, utwór Hajdamacy wywołał wielkie kontrowersje wśród ukraińskiej inteligencji. Prozę tworzył w języku rosyjskim. Został zesłany do Orenburga, Orska, Nowopietrowska. Jest jednym z trzech, obok Iwana Franki i Łesi Ukrainki, najwybitniejszych poetów ukraińskich.
W 1863 r. wprowadzono na terenie Ukrainy Naddnieprzańskiej ograniczenia w wydawaniu literatury w języku ukraińskim, oraz zakaz druku podręczników z wyjątkiem literatury pięknej. W 1876 przepisy zaostrzono. Jako odbicie ruchów intelektualnych rozwijało się czasopiśmiennictwo (Kijów Kyjiwska staryna, Lwów: Dzwin, Swit, Diło). Realizm zaczął pojawiać się w utworach takich pisarzy, jak Marko Wowczok.
Do tradycji romantycznej wciąż nawiązywał Stepan Rudański, autor ballad, wierszy lirycznych, humorystycznych, poematów liryczno-epickich, bajek i utworów historycznych, tłumacz. Największą indywidualnością w życiu kulturalnym i literackim po śmierci Szewczenki był Pantełejmon Kulisz, który zajmował się powieściopisarstwem, krytyką literacką, historią i etnografią. Tłumaczył Szekspira, Schillera i Goethego. Był autorem pierwszej ukraińskiej powieści historycznej (Czorna rada, 1857). Młodszą, wyłamującą się z tradycji romantycznej generację pisarzy ukraińskich, reprezentował Anatolij Swydnycki, poeta i prozaik, autor pierwszej ukraińskiej powieści społeczno-obyczajowej Luboraćki (Люборацькі) (pol. Luboraccy) napisanej w 1862.
Zakazy i ograniczenia rządu carskiego z 1863/76 r. zahamowały dalszy rozwój literatury, ograniczając go do Galicji. Tam literatura ukraińska zaczyna się rozwijać od 1830 r. Innym poetą ukraińskim, który wniósł do literatury ukraińskiej znaczący wkład był Jurij Fedkowycz, liryk, autor opowiadań z życia żołnierskiego i huculskiego) tworzący na Bukowinie początkowo w języku niemieckim.

### Realizm II poł. XIX wieku
Na Ukrainie Naddnieprzańskiej wśród inteligencji ukraińskiej zaczął intensywnie rozwijać się realizm. Iwan Neczuj-Łewycki, najwybitniejszy ówczesny pisarz, był autorem nowel, powieści, utworów dramatycznych, szkiców, prac historycznych i krytycznoliterackich oraz recenzji teatralnych. Pisał o życiu ukraińskiego chłopstwa (Mykoła Dżeria, 1878), o prowincjonalnym duchowieństwie oraz inteligencji ukraińskiej. W powieści sięgał również do tematyki hist. W realistycznej prozie ukraińskiej II poł. XIX w. występowały 2 nurty: etnograficzno-opisowy (M. Wowczok, I. Neczuj-Łewycki, O. Storożenko) i społeczno-psychologiczny, który reprezentował Panas Myrny (Chiba rewut’ woły, jak jasła powni?). Napisał także kilka utworów dramatycznych i wierszy. Najwyższym autorytetem moralnym dla twórczej i postępowej inteligencji był Mychajło Drahomanow, myśliciel i historyk, etnograf, publicysta i działacz społeczny. Cechy literatury tego okresu to realizm, patriotyzm i pozytywistyczny utylitaryzm. Na II połowę XIX w. przypada też aktywny rozwój dramatu. Koryfeuszami ukraińskiego teatru, którzy pisali dramaty, organizując jednocześnie trupy aktorskie, reżyserując i grając, byli Marko Kropywnycki, Mychajło Starycki – także powieściopisarz i nowelista, oraz Iwan Karpenko-Kary, który zajmował się również krytyką literacką, publicystyką i prozą artystyczną.
Ówczesna poezja miała różnorakie postaci: refleksyjno-opisowe (Jakiw Szczoholiw), narodowe (Iwan Manżura), społeczne (Pawło Hrabows’kyj).
Związki oświatowe założone w latach 1860–1870, jak Proswita i Naukowe Towarzystwo im. Szewczenki we Lwowie, liczne czasopisma itp. wpłynęły na ożywienie ruchu. Na stanowisko przodujące wybiło się pokolenie lat siedemdziesiątych XIX w. z I. Franko (Galicja) na czele. Iwan Franko (1856–1916), pisarz, działacz polityczny, myśliciel, wielki uczony, poeta, który przełamał tradycję szewczenkowskiego wiersza kołomyjkowego i dostosował ukraińską poezję do współczesnych wzorców europejskich. Na dorobek pisarski Franki składa się 5 tys. pozycji bibliograficznych. Syntezą poglądów politycznych, filozoficznych, etycznych i estetycznych jest poemat Franka Mojżesz z 1905 r.

## Wiek XX

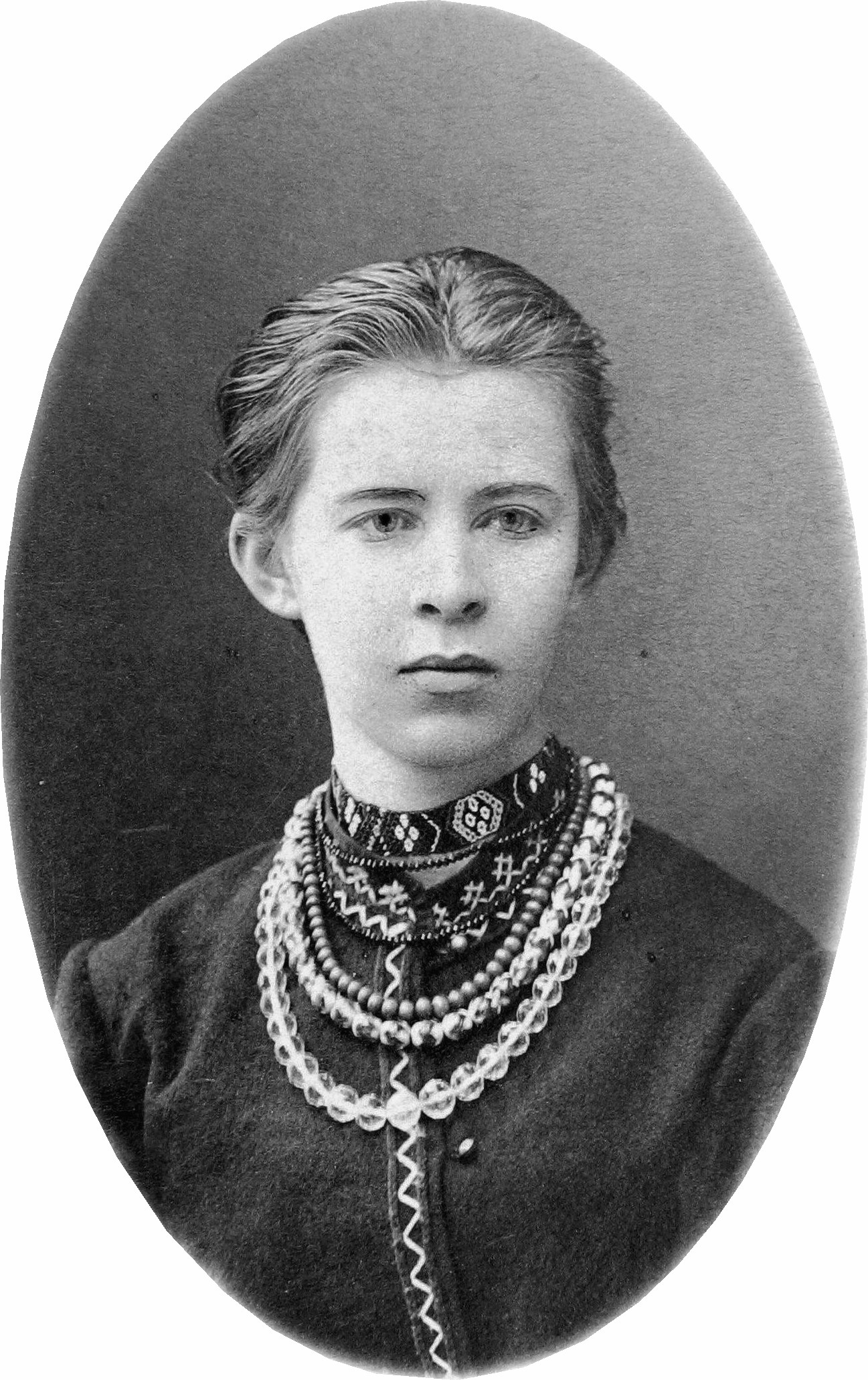
Lesia Ukrainka

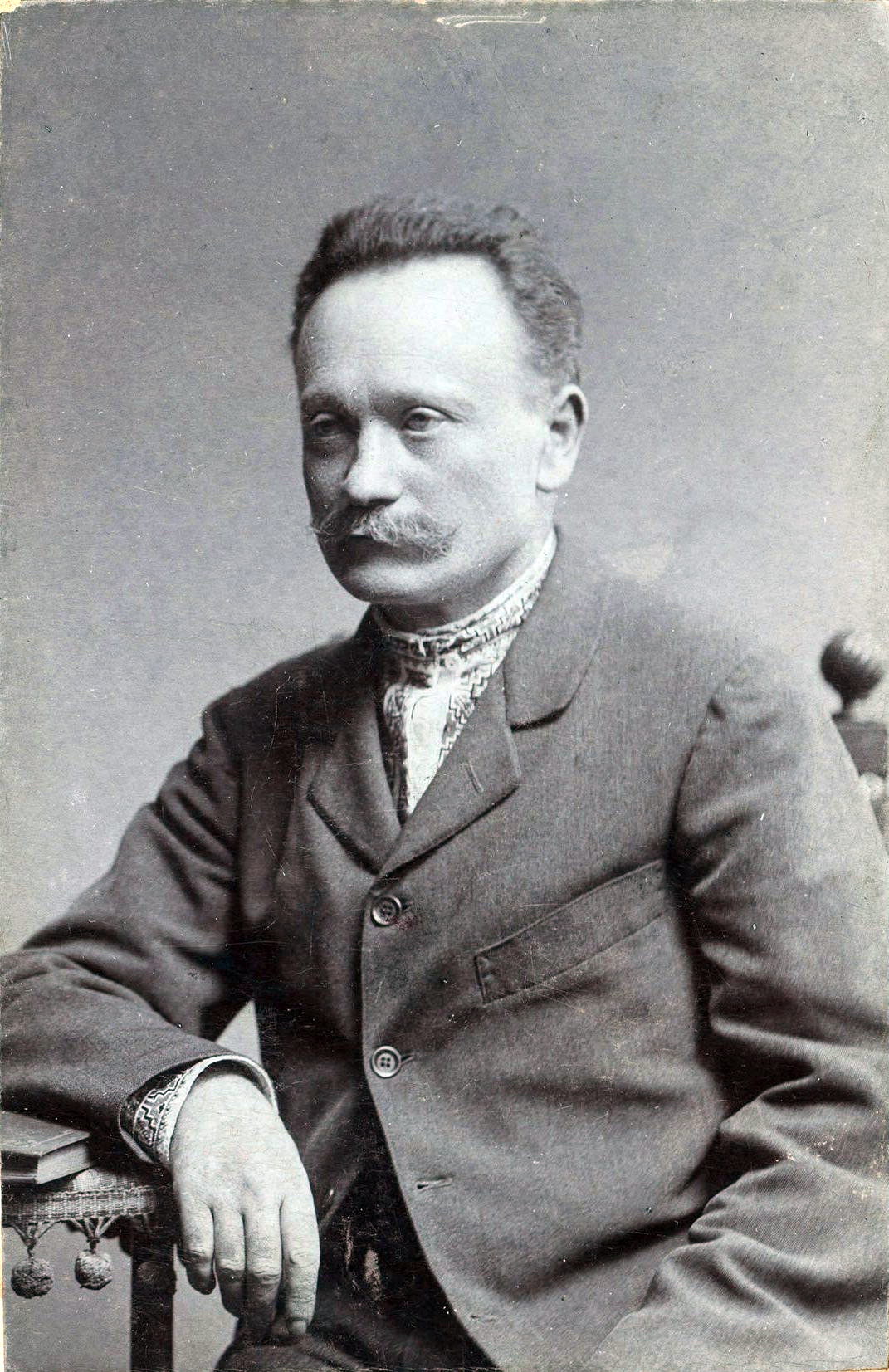
Iwan Franko

### Modernizm przełomu XIX i XX wieku
Przemiany polityczne przełomu wieków, rewolucja 1905–1907, pogorszenie się doli chłopów, emigracja dobitnie odcisnęły się na literaturze. Centrum życia naukowego i kulturalnego we Lwowie było Naukowe Towarzystwo im. Szewczenki (1893), którego aktywnymi działaczami byli m.in. I. Franko i Mychajło Hruszewski. Pojawiła się plejada młodych pisarzy, szukających nowego wyrazu w literaturze i nowych sposobów artystycznego przekazu: Mykoła Worony ogłosił manifest modernizmu ukraińskiego, Ołeksandr Ołeś.
Prozę początku XX w. reprezentował m.in. Wołodymyr Wynnyczenko, także dramaturg, autor jednej z pierwszych ukraińskich powieści fantastycznych Soniaszna maszyna (pol. Słoneczna maszyna) z 1928 roku. Próbę odnowy literatury w Galicji podjęli pisarze z ugrupowania Mołoda Muza, działający przy redakcji gazety Swit we Lwowie. Zorientowani na Zachód głosili hasła sztuki czystej, wyraźnie nawiązywali do pesymistycznej filozofii Schopenhauera. Najwybitniejszy był wśród nich Bohdan Łepkyj, profesor l. u. UJ. Modernistyczną prozę w Galicji reprezentował Mychajło Jackiw. Szczególne miejsce w życiu literackim Ukrainy zajął Mychajło Kociubynski, mistrz i nowator ukraińskiej prozy artystycznej, powieściopisarz i nowelista, który zbliżył l.u. do światowej.
Na przełomie wieków pisała również Łesia Ukrainka. Od wczesnego dzieciństwa chora na gruźlicę, zdobyła gruntowne wykształcenie, angażowała się w życie polityczne, została aresztowana. Wyszedłszy z więzienia, pozostawała pod stałym nadzorem policji. Oprócz poezji zajmowała się krytyką literacką i publicystyką. Czołowe miejsce w jej twórczości zajmują dramatyczne poematy, szkice i dialogi, zaś do największych osiągnięć zaliczany jest dramat-feeria Pieśń lasu, ukr. Lisowa pisnia (1912).
Indywidualnością był Wasyl Stefanyk – reformator noweli ukraińskiej, której nadał zwięzłość, dogłębny rys psychologiczny i prostotę stylu. Nowelistyką zajmowali się również Marko Czeremszyna i Łeś Martowycz. Literaturą rozsławiała Bukowinę Olha Kobylanśka, zafascynowana hasłami ruchu feministycznego i filozofią Nietzschego głównie pisała utwory skierowane do inteligencji.

### Literatura lat 20. i „ukrainizacja”
Porażka „rewolucji ukraińskiej” 1917– 1920 nie zahamowała rozwoju ukraińskiej literatury. Bolszewicy, aby zapewnić sobie zwycięstwo zmuszeni byli do poważnych ustępstw na rzecz Ukraińców, co nazwane zostało „ukrainizacją” a znacząca część inteligencji, również tej jaka wcześniej walczyła z bolszewikami, włączyła się w życie sowieckiej Ukrainy. Lata dwudzieste są okresem ożywionej i wielokierunkowej działalności literackiej i artystycznej. W dużym stopniu prądy literacko-estetyczne są kontynuacją poprzedniego okresu (modernizmu, symbolizmu, awangardy). Aktywni są twórcy starszej generacji m.in. Ahatanheł Krymski (Kryms’kyj, 1871–1942) i Iwan Koczerha (1881–1952).
Debiutowało w tym okresie wielu poetów i pisarzy, którzy zajmą czołowe miejsce w literaturze ukraińskiej XX wieku m.in. Pawło Tyczyna (1891–1967), Wołodymyr Sosiura (1898–1965). czy Maksym Rylski.
W 1918 r. Pawło Tyczyna wydał tomik poetycki Soniaszni klarnety – jedyny wówczas w l.u. hymn na cześć człowieka, radykalnie różny od owianej smutkiem poezji poprzedzającej I wojnę światową. Zbiór Zołotyj homin (1922) zawierał liryki z pogranicza szkoły poetyckiej symbolistów i impresjonistów. W duchu neoklasycyzmu interpretowano poezje Maksyma Rylskiego. (Ryls’kyj, 1895–1964), poety, tłumacza, publicysty, znawcy literatury słowiańskich, wnikliwego badacza i teoretyka literatury, autora najlepszego przekładu na język ukraiński Pana Tadeusza (1928). Oprócz Rylskiego do grupy neoklasyków należał Mykoła Zerow (1890–1937), autor zbiorku poetyckiego Kamena (1924) oraz licznych prac krytyczno- i historyczno-literackich. Zerow był erudytą, polemistą, bronił niezależności sztuki, tłumaczył poezję łacińską i francuską. Nurt ten reprezentowali również: Mychajło Draj-Chmara (1889–1939), Mychajło Mohylanski (Mohylans’kyj, 1873–1944), Oswald Burghardt (1891–1946).
Wysoką aktywnością wykazuje się awangarda w istotny sposób związana z futuryzmem. Mychajło Semenko (1892–1937), Geo Szkurupij (1903–1937) i Ołeksa Slisarenko (1891–1937).
Pojawiło się również wielu utalentowanych prozaików: Andrij Hołowko (1897–1972), Wiktor Petrow (1894–1969), Ołeksandr Kopyłenko (1900–1958), Jurij Janowski (Janows’kyj, 1902–1954), Petro Pancz (właśc. Panczenko, 1891–1978), satyryk Ostap Wysznia (właśc. Pawło Hubenko, 1889–1956), a w dramaturgii – Myrosław Irczan (właśc. Andrij Babiuk, 1897–1937). Utwory ich ukazywały się na łamach nowo powstałych czasopism: „Szlach'” (1918–1919), „Mystectwo'” (1919–1920), Muzahet (1919), „Hrono” (1920), „Wyr rewoluciji” (1921).
Inni debiutanci tamtego okresu to Iwan Kułyk (1897–1941), Mykoła Tereszczenko (1898–1966), Wasyl Błakytnyj (właśc. Ełłans’kyj, 1893–1925), Wasyl Czumak (1901–1919), Teodozij (Todoś) Ośmaczka (1895–1962).
W warunkach sporów ideologicznych i estetycznych powstawały ugrupowania pisarzy: Płuh, Mołodniak (1926–1932), Hart. W 1925 r. z Hartu wydzieliła się grupa pisarzy pod przywództwem Mykoły Chwylowego, powstało nowe stowarzyszenie WAPLITE. Należeli doń Jurij Janowskyj, Pawło Tyczyna, Mykoła Bażan (1904–1989), Ołeksa Slisarenko, Arkadij Lubczenko (1899–1945) i in. W latach 20. licznie pojawiły się almanachy i poetyckie czasopisma (Szlachy Mystectwa, Żyttia i Rewolucja, Literaturna Hazeta). Nowych rozwiązań artystycznych szukał twórca Mykoła Chwylowy (właśc. Fitilow, 1893–1933), autor eksperymentalnych nowel i opowiadań, którego powieść Waldsznepy” (1927) ostro skrytykowano za wrogi stosunek do ustroju państwa radzieckiego. Znacznym talentem humorysty i satyryka zabłysnął Ostap Wysznia, który stworzył pewien gatunek satyrycznej noweli, ciekawe portrety natur ludzkich i charakterów. O ile w dramatach I. Koczerhy znać jeszcze było konwencję sceniczną poprzednich epok i elementy symboliczne, o tyle całkowitą oryginalnością odznaczały się utwory Mykoły Kulisza (właśc. Hurewycz, 1897–1937). Dramaty tworzyli wówczas także: Iwan Mykytenko (1897–1937) i Ołeksandr Kornijczuk (1905–1972).

### „Rozstrzelane odrodzenie”
Realizm socjalistyczny powodował obniżenie poziomu kultury i literatury począwszy od lat 30. XX w., co związane było z nasileniem się represji i stalinowskiego terroru. Rozstrzelano albo uwięziono i zesłano wielu utalentowanych pisarzy, m.in.: Hryhorij Kosynka (1899–1934), Anton (1878–1941) i Iwan Kryszelnycky (1905–1934, rodzina Kruszelnyćkych), Dmytro Falkiwski [Falkiws’kyj] (1898–1934). Wałerjan Pidmohylny (1901–1937), M. Kulisz, Mychajło Johannsen (1895–1937), Jewhen Płużnyk (1898–1936), O. Slisarenko, M. Irczan i wielu innych zostało uwięzionych i zesłanych (tzw. „rozstrzelane odrodzenie”). W bardzo ciężkich warunkach tworzyli poeci: Andrij Małyszko (1912–1970), Łeonid Perwomajski (właśc. Ilja Hurewycz, 1908–1974); prozaicy: J. Janowski; dramaturdzy: O. Kornijczuk (1905–1972). Na literaturze wyraziście odbiły się wydarzenia lat wojny i pierwszego dziesięciolecia po jej zakończeniu. Czołowe miejsce w prozie zajął Ołeś Honczar (1918–1995), Mychajło Stelmach (także poeta, 1912–1983) i Ołeksandr Dowżenko (1894–1956), znakomity reżyser filmowy, scenarzysta, twórca ukraińskiej noweli i powieści filmowej (m.in. Ziemia).

### Literatura ukraińska w II Rzeczypospolitej
W okresie rewolucji i wojny domowej na Naddnieprzu inteligencja ukraińska podzieliła się na zwolenników i przeciwników nowego ustroju. Na emigrację udał się m.in. W. Wynnyczenko, O. Ołeś, modernistyczny poeta Hryhorij Czuprynka (1879–1921) i in.
W latach 20. i 30. literatura ukraińska poza granicami ZSRR rozwijała się przede wszystkim we Lwowie, Warszawie i Pradze. W dawnej Galicji twórczość kontynuowali W. Stefanyk, M. Czeremszyna, Petro Karmanski (Karmans’kyj, 1878–1956), Wasyl Paczowski (Paczows’kyj, 1878–1942), Ostap Łucki [Łuc’kyj] (1883–?), Mychajło Jackiw (1873–1961) oraz poeta i działacz teatralny Stepan Czarnecki [Czarnec’kyj] (1881–1944). Wybitnie zaznaczył się poeta, powieściopisarz, satyryk i redaktor licznych czasopism Osyp Makowej (1867–1925). Na łamach pism literackich debiutowało wielu autorów, m.in. Jurij Kosacz (1909–1990), Stepan Jurij Maslak (1895–1960). We lwowskim czasopiśmie „Literaturno-Naukowyj Wistnyk” (1922–1939) zamieszczali swoje utwory Jewhen Małaniuk (1897–1968), Ołeh Olżycz (właśc. Kandyba, 1909–1944), Ułas Samczuk (1905–1987) i pracująca w Warszawie Ołena Teliha (1907–1942). Śladami ówczesnej poezji europejskiej szedł Mychajło Rudnycki [Rudnyc’kyj] (1889–1975), poeta, tłumacz, prywatnie przyjaciel Leopolda Staffa. Ze lwowskim czasopismem „Dzwony” (1930–1939) związany był Bohdan Ihor Antonycz (1909–1937), postimażynista, piewca łemkowszczyzny, w którego twórczości można odnaleźć ślady polskich skamandrytów i francuskich symbolistów.

### Emigracyjna literatura ukraińska po I wojnie światowej
Jednym z najistotniejszych centrów życia kulturalnego na emigracji była Praga.

### Szistdesiatnykyi literatura lat 60.
Przełomowymi okazały się lata 60, co związane było z tzw. „odwilżą”. Miała miejsce częściowa rehabilitacja ofiar totalitaryzmu. Literaturze przywróceni zostali m.in. W. Pidmohylnyj i Hryhorij Kosynka (1899–1934), częściowo – M. Zerow. Wciąż zabroniona była twórczość M. Chwylowego, A. Lubczenki, poetów praskiej szkoły i. in.
Eksponowano patriotyzm i poczucie przynależności do ukraińskiej kultury, w duchu humanitaryzmu apelowano o rehabilitację ludzkiej godności, a także o zwrot do kultury i dziedzictwa światowego. Najwybitniejszym wśród szistdesiatnykiw (tzw. uduszone odrodzenie) byli poeci: Lina Kostenko (ur. 1930), Wasyl Stus (1938–1985), Wasyl Symonenko (1935–1963), Iwan Dracz (ur. 1936), Ihor Kałyneć (ur. 1936); prozaicy: Wałerij Szewczuk (ur. 1939), Hryhir Tjutjunnyk (1931–1980), Wasyl Zemlak (1923–1977); publicyści i krytycy literaccy: Iwan Dziuba, Iwan Switłycznyj (1929–1992), Jewhen Swerstiuk, Wiaczesław Czornowił. Powstała wówczas ukraińska szkoła przekładu – Mykoła Łukasz, Hryhorij Koczura, Borys Ten.
Intensywnie rozwijała się proza historyczna (Pawło Zahrebelnyj, ur. 1924; Roman Iwanyczuk, ur. 1929; Wałerij Szewczuk). W latach 70/80 XX w. powstała kijowska szkoła poezji, którą tworzyli: Wasyl Hołoborod´ko (ur. 1945), Wasilij Ruban, Mykoła Worobjow (ur. 1941), Walerij Ilja, Mychajło Hryhoriw i in. Dążyli do stworzenia własnego poetycznego świata, korzystając z archaicznej leksyki, starych form poetyckich, a także odwołując się do filozofii.

### Lata 70. i 80. represji i czas zastoju

Wasyl Stus

Rok 1972 stanowi istotną cezurę dla kultury ukraińskiej i ostatecznie kończy okres względnej liberalizacji („odwilży”). W styczniu tego roku radzieckie służby specjalne przeprowadziły masowe aresztowania na tle politycznym, co w dużym stopniu dotknęło też twórców literatury. Lata 70. i 80. to okres wzmożonej cenzury, zastoju dla twórców, poeci piszą „do szuflady”, wydają bardzo mało, bądź też piszą zgodnie z normami narzucanymi przez władzę.
Po okresie odwilży literatura ponownie podzieliła się na nurt oficjalny, czyli ten, którego twórcy zgodzili się na współpracę z władzą, i nieoficjalny. W pierwszym obozie znaleźli się Dmytro Pawłyczko, Borys Olijnyk, Iwan Dracz. W drugim – Wasyl Stus, Lina Kostenko, I. Kałynec, Iwan Switłycznyj. Utwory tych pisarzy nie były drukowane. Nawet jeżeli nie byli w danej chwili pozbawieni wolności (Stus, Symonenko), nie mieli warunków do pracy twórczej.
Do tego okresu należy jednak zaliczyć dużą część twórczości Wasyla Stusa. Wasyl Stus był nominowany do literackiej nagrody Nobla, przeszkodziła temu śmierć w łagrze. Także inni przedstawiciele pokolenia szistdesiatnikiw kontynuują swoją twórczość napotykając jednak na silne ograniczenia.
Pod koniec lat 80. w atmosferze gorbaczowskiej pierestrojki następuje ożywienie literackie, czego jednym z przejawów jest działalność grupy literackiej Łu-Ho-Sad (Iwan Łuczuk, Nazar Honczar, Roman Sadłowski).

### Emigracyjna literatura ukraińska po II wojnie światowej
Na przełomie lat 50/60. na emigracji w USA powstała grupa literacka, tzw. Grupa Nowojorska, choć związana nie tylko z tym miastem. Był to związek ludzi ukraińskiego pochodzenia, urodzonych na obczyźnie już po wojnie. Zupełnie inaczej postrzegali oni rzeczywistość, czemu dali wyraz w twórczości literackiej. Byli to Bohdan Bojczuk (ur. 1927), Bohdan Rubczak (ur. 1935), Jurij Tarnawski [Tarnaws’kyj] (ur. 1934), Emma Andijewska [Andijews’ka] (ur. 1931), Wira Wowk i Marija Rewakowycz. Poza granicami Ukrainy rozwijała się również twórczość Iwana Bahrianego (1906–1963), J. Kosacza, Ihora Kosteckiego (właśc. Merzliakow, 1913–1983), dramaturga i tłumacza, oraz Wasyla Barki (1909–2003), którego powieść o głodzie na Ukrainie 1933 r., Żowtyj kniaź, dopiero w latach 90. doczekała się druku.

## Literatura współczesna

### Lata 90. i odzyskanie niepodległości
Sytuacja pożegnania z imperium, która zapanowała po 1991 r., silnym piętnem odcisnęła się na literaturze ukraińskiej. Powstały grupy literackie Bu-Ba-Bu (Jurij Andruchowycz, Ołeksandr Irwaneć, Wiktor Neborak), Łu-Ho-Sad (Iwan Łuczuk, Nazar Honczar, Roman Sadłowski), Propała Hramota (Semen Łyboń, Wiktor Nedostup, Jurij Pozajak). W twórczości występują elementy karnawału i żywioł śmiechu. Dominującą jest zasada gry z czytelnikiem, ironii, rozmywania granic między wysokim i niskim, eksperymentów językowych.
Wybitną postacią jest również Oksana Zabużko, dr filozofii, powieściopisarka, autorka prac krytycznoliterackich oraz głośnych opowiadań i powieści. Tematykę historyczną i psychologiczną porusza w swych książkach Marija Matios, laureatka Państwowej Nagrody im. Tarasa Szewczenki z 2005 roku.
Rozwija się publicystyka (Mykoła Riabczuk), krytyka literacka (Sołomija Pawłyczko, Ola Hnatiuk). Powstaje poezja nowego pokolenia: (Andrij Bondar, Iwan Małkowycz, Petro Midianka, Ihor Pawluk, Iwan Cyperdiuk, Serhij Żadan, Ołeh Huculak), proza (Jurij Wynnyczuk, Taras Prochaśko, Jewhen Paszkows’kyj, Ołes’ Uljanenko, Jurij Izdryk, Wołodymyr Jeszkilew, Natalia Śniadanko).
Aktywnie działają również ośrodki ukraińskie poza granicami kraju, np. na Uniwersytecie Harvarda (m.in. George Grabowycz).

### Przełom roku 2014
Wielu krytyków wskazuje, że „rewolucja godności” roku 2014 i agresja rosyjska wywołały głębokie zmiany w życiu intelektualnym i literaturze ukraińskiej. Część literackich debiutów związana była z opisem bieżących wydarzeń, a niektórzy pisarze jacy debiutowali wcześniej pisząc w języku rosyjskim, przeszli na język ukraiński (Сzupa). Zjawisko to nazwano „reaktywnością literatury” W przeciwieństwie do poprzedniego okresu, w którym silniejsze były poszukiwania estetyczne czy językowe, literatura zajęła się bardziej opisem bieżących wydarzeń.
Szczególnie widoczne stało się to w dramacie ukraińskim.

Dramaturgia po Euromajdanie rozwijała się pod wpływem bodźców, których nigdy przed tym nie doświadczała. Nie bez znaczenia jest tu działalność niezależnych grup teatralnych, traktujących problem wojny, jej ofiar i uchodźców wewnętrznych w sposób priorytetowy. Anna Korzeniowska-Bihun

Wśród najbardziej znanych dramaturgów należy wymienić Natalię Worożbyt (m.in. Dzienniki Majdanu, Złe drogi), Pawła Arje (m.in. Na początku i na końcu czasów, Chwała bohaterom), Ołeksandrę Hromową (m.in. Dziewiąty dzień księżycowy, Dzwięki i głosy), Nedę Neżdanę (m.in. Kiedy powraca deszcz) czy Tetianę Kycenko (m.in. Białofartuszność).